# Medalha "Pela Coragem em Incêndio"
A Medalha "Pela Coragem em Incêndio" (em russo: Медаль «За отвагу на пожаре»,tr. Medal "Za otvagu na pozhare") foi uma condecoração estatal de bravura, tanto civil quanto militar, da União Soviética. Instituída em 31 de outubro de 1957 por decreto do Presidium do Soviete Supremo da URSS, a medalha reconhecia atos de coragem e liderança no combate a incêndios. Seu regulamento foi revisado em 18 de julho de 1980 pelo decreto nº 2523-X do Presidium do Soviete Supremo da URSS.

## História
A medalha foi instituída pelo Decreto do Presidium do Soviete Supremo da URSS em 31 de outubro de 1957.
Há registros de crianças que receberam essa condecoração. Em fevereiro de 1989, o menino Nerius Kropas, de seis anos, foi premiado por resgatar sua irmã de três anos e seu irmão de um ano e meio de uma casa em chamas na aldeia de Leschukai, no distrito de Kedainiai, Lituânia. Ele se tornou o mais jovem agraciado com a medalha.
A última condecoração com essa medalha na URSS ocorreu em 4 de março de 1991.
De acordo com o Decreto do Presidium do Soviete Supremo da Federação Russa de 2 de março de 1992, nº 2424-1, a medalha da antiga URSS, com o mesmo nome, foi mantida no sistema de premiações da Rússia. Concessões dessa medalha ocorreram de 1992 a 1994, embora em número reduzido. 
Concessões dessa medalha ocorreram de 1992 a 1994, embora em número reduzido.
No entanto, pelo Decreto Presidencial nº 442 de 2 de março de 1994, a medalha foi removida do sistema de condecorações estatais da Federação Russa. Em seu lugar, foi instituída a medalha russa "Por Salvar uma Vida". A medalha "Pela Coragem em Incêndio" foi restabelecida de fato pelo Decreto Presidencial nº 519 de 15 de setembro de 2018.
Além disso, foram criadas condecorações departamentais na Rússia:
- 24 de janeiro de 2001 – Medalha "Pela Coragem em Incêndio" do Ministério do Interior da Rússia.
- 6 de dezembro de 2002 – Medalha "Pela Coragem em Incêndio" do Ministério de Situações de Emergência da Rússia.[7]

## Regulamento
A Medalha "Pela Coragem em Incêndio" era concedida a bombeiros, membros de brigadas voluntárias, militares e outros cidadãos pelos seguintes feitos:
- Por bravura, coragem e dedicação demonstradas no combate a incêndios, no resgate de pessoas e na proteção da propriedade socialista e dos bens dos cidadãos contra o fogo;
- Por liderança eficaz na coordenação das operações de combate a incêndios e no resgate de pessoas.;
- Por determinação, coragem e persistência na prevenção de explosões ou incêndios.

A concessão da medalha "Pela Coragem em Incêndio" era feita em nome do Presidium do Soviete Supremo da URSS pelos Presidiums dos Sovietes Supremos das repúblicas da União.
A entrega da medalha era realizada em nome do Presidium do Soviete Supremo da URSS pelos presidentes, vice-presidentes e membros dos Presidiums dos Sovietes Supremos das repúblicas sindicais e autônomas, bem como pelos presidentes, vice-presidentes e membros dos comitês executivos dos Sovietes regionais, distritais e municipais de deputados populares, de acordo com o local de residência do agraciado. No caso de militares, a condecoração era entregue pelo comando militar.
Junto com a medalha, o condecorado recebia um certificado oficial.
A Medalha "Pela Coragem em Incêndio" era usada no lado esquerdo do peito e, caso houvesse outras medalhas da URSS, era posicionada após a Medalha "Por Excelente Serviço na Proteção da Ordem Pública".

## Descrição
A Medalha "Pela Coragem em Incêndio" foi inicialmente fabricada em prata e, posteriormente, em cuproníquel prateado. Ela possui formato circular com um diâmetro de 32 mm.
No anverso, na parte superior, há a inscrição "PELA CORAGEM EM INCÊNDIO" em russo: «ЗА ОТВАГУ НА ПОЖАРЕ»;"ZA OTVAGU NA POZHARE") acompanhada abaixo por uma estrela de cinco pontas. No centro, estão cruzados um machado de bombeiro e uma chave ajustável. Na parte inferior, há a imagem de uma foice e um martelo sobre dois ramos cruzados de louro e carvalho.
No reverso, há a figura de um bombeiro segurando uma criança resgatada, com parte de uma casa em chamas ao fundo. Abaixo, há um ramo de louro.
Todos os elementos da medalha, incluindo inscrições e imagens, são em relevo. As bordas do anverso e do reverso possuem um contorno elevado.
A medalha é presa a um suporte pentagonal por meio de uma argola e um laço. O suporte é coberto por uma fita de seda moiré de 24 mm de largura, com listras azul-centáurea de 3 mm nas bordas, contornadas por listras brancas de 1 mm.

## Galeria

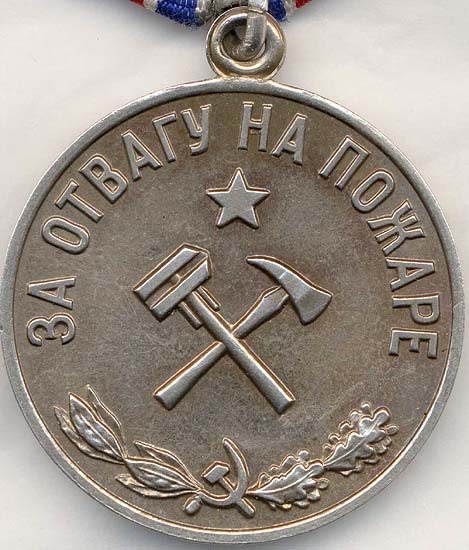
Anverso
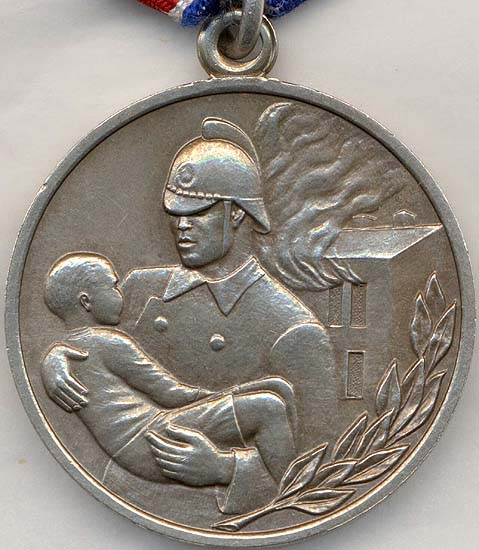
Reverso